# Anna Mocikat
Anna Mocikat (* 1977) ist eine deutsche Schriftstellerin und Drehbuchautorin.

## Leben
Sie ist Absolventin der Drehbuchwerkstatt München und arbeitete mehr als zehn Jahre lang als Drehbuchautorin und Gamewriterin, ehe sie mit »MUC« ihren ersten Roman veröffentlichte. Sie lebt mit ihrem Mann in South Carolina, USA.
»MUC« war 2015 für den Deutschen Science-Fiction-Preis nominiert und stand 2016 auf der Longlist des Phantastik-Literaturpreises Seraph.

## Werke
- MUC. Knaur, München 2014, ISBN 978-3-426-51540-2.
- MUC – Die verborgene Stadt. Knaur, München 2015, ISBN 978-3-426-51757-4.
- MUC – Das Geheimnis von Utilitas. Knaur, München 2017, ISBN 978-3-426-21645-3.

| Personendaten    | Personendaten                                 |
| ---------------- | --------------------------------------------- |
| NAME             | Mocikat, Anna                                 |
| KURZBESCHREIBUNG | deutsche Schriftstellerin und Drehbuchautorin |
| GEBURTSDATUM     | 1977                                          |